# Sibirhelus corpulentus
Sibirhelus corpulentus is een keversoort uit de familie bastaardglanskevers (Kateretidae). De wetenschappelijke naam van de soort werd in 1900 gepubliceerd door Edmund Reitter.